# Östers IF
Östers Idrottsförening, známější pod zkráceným názvem Östers IF, je švédský fotbalový klub z města Växjö. Čtyřikrát vyhrál švédskou ligu (1968, 1978, 1980, 1981), jednou vyhrál švédský pohár (1977). Byl založen v roce 1930.

## Známí hráči
- Björn Andersson
- Andreas Ravelli [2]
- Thomas Ravelli [2]

## Čeští hráči v klubu
Seznam českých hráčů, kteří působili v klubu Östers IF:
- Pavel Zavadil (2006–2008)[3]